# Débora Nascimento
Débora dos Santos Nascimento (Suzano, 16 de junho de 1985) é uma atriz, dubladora e modelo brasileira. Ficou  conhecida nacionalmente ao interpretar a sensual Tessália no sucesso Avenida Brasil.

## Biografia
Nascida e criada em uma família humilde de Suzano, na Região Metropolitana de São Paulo, Débora possui ascendência africana, italiana e indígena.
Em 2009 casou-se com o empresário Arthur Rangel, divorciaram-se em agosto de 2012.
Casou-se com o ator José Loreto, 19 de maio de 2015, em uma cerimônia religiosa em Abu Dhabi.
Em 14 de abril de 2018, no Rio de Janeiro, nasceu sua primeira filha, Bella Loreto Nascimento P.
Em fevereiro de 2019 separou-se de José Loreto.

## Carreira

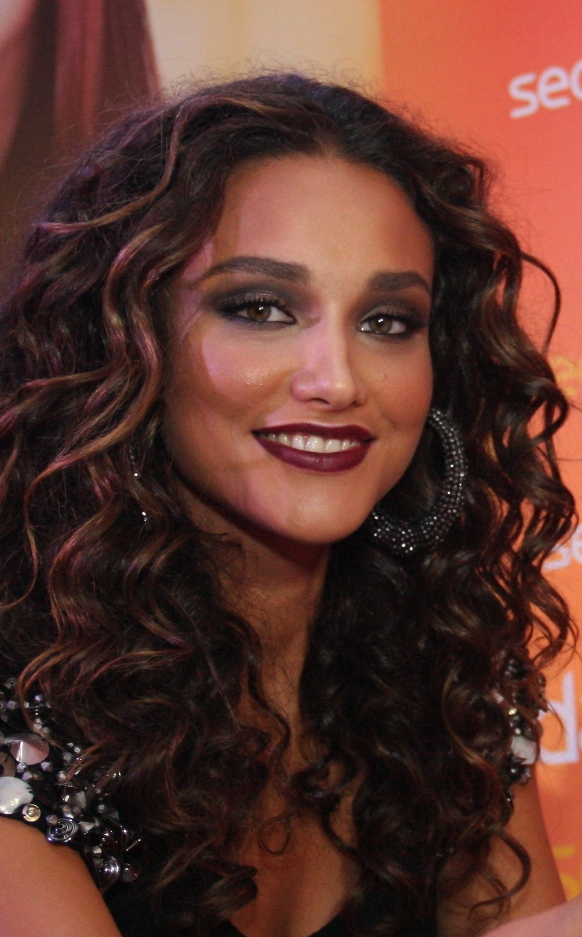
Débora em 2013.

Começou sua carreira como modelo, aos 15 anos, viajou pelo Chile, Tailândia, China e África, retornando ao Brasil seis anos mais tarde, quando começou a estudar teatro na Oficina de Atores da Rede Globo.
Sua carreira de atriz começou no cinema como protagonista do curta-metragem Cérbero, do diretor Gastão Coimbra, e na televisão, fazendo uma participação na novela Paraíso Tropical, como Elisa. Sua beleza foi o passaporte para participar da produção norte-americana The Incredible Hulk. No mesmo ano, foi destaque na novela Duas Caras, como Andréia Bijou, madrinha de bateria da escola de samba Nascidos da Portelinha, que tinha como destino ser mãe-de-santo.
Em 2009, estrelou uma campanha publicitária da L'Oréal Paris.
Em 2012, atuou na novela Avenida Brasil, interpretando sua primeira personagem de destaque, a bela e ingênua morena do interior Tessália. No ano seguinte, interpreta Taís, em Flor do Caribe.
Em 2014, atuou na novela Geração Brasil dos autores Filipe Miguez e Izabel de Oliveira, na pele de Maria Vergara, uma histérica atriz latina dramática. No mesmo ano, atuou na substituta de Geração Brasil, a novela Alto Astral, em que interpretou a grande vilã ambiciosa Sueli.
Em 2016, é escalada para a novela Êta Mundo Bom!, de Walcyr Carrasco, na qual encarna sua primeira protagonista, a doce caipira Filómena. Em 2019, retorna as novelas, no horário das 19h, em Verão 90, como
Gisela, uma socialite mimada.
Em 2023, estrelou o Thriller erótico Olhar Indiscreto para a Netflix interpretando Miranda, uma hacker de mão cheia que adora espiar sua vizinha Cléo (Emanuelle Araújo) pela janela. Em menos 24 horas após a estreia a produção alcançou o primeiro lugar de conteúdo mais visto da plataforma naquela semana.
Também para 2023 estão prevista as estreias do drama policial Cenas de um Crime da Paramount+ na qual protagoniza ao lado de Fabrício Boliveira e a série How To Be a Carioca para o Star+ na qual interpreta Soraya.

## Vida pessoal
Débora se declara bissexual.

## Filmografia

### Televisão
| Ano  | Título                | Papel                                        | Nota                               |
| ---- | --------------------- | -------------------------------------------- | ---------------------------------- |
| 2007 | Paraíso Tropical      | Elisa                                        | Episódios: "5–13 de março"         |
| 2007 | Duas Caras            | Andréia Bijou                                |                                    |
| 2008 | Guerra e Paz          | Ruthinha                                     | Episódio: "Os Belos & As Feras"    |
| 2009 | Viver a Vida          | Roberta Viana                                | Episódios: "19–23 de setembro"     |
| 2009 | Uma Noite no Castelo  | Zara                                         | Especial de fim de ano             |
| 2011 | Fina Estampa          | Modelo                                       | Episódio: "22 de agosto"           |
| 2012 | Acampamento de Férias | Lola                                         | Temporada 3                        |
| 2012 | Avenida Brasil        | Tessália das Graças Mendonça                 |                                    |
| 2013 | Flor do Caribe        | Taís Soares                                  |                                    |
| 2014 | Geração Brasil        | Maria Carlota Valdez Vergara (Maria Vergara) | Episódios: "5 de maio–10 de junho" |
| 2014 | Alto Astral           | Sueli Caldas                                 |                                    |
| 2016 | Êta Mundo Bom!        | Filomena Pereira Torres (Filó)               |                                    |
| 2017 | Cidade Proibida       | Irene                                        | Episódio: "26 de setembro"         |
| 2017 | TOC's de Dalila       | Nicole                                       | Episódio: "Amigas do Peito"        |
| 2019 | Verão 90              | Gisela Ferreira Lima (Gigi)                  |                                    |
| 2023 | Olhar Indiscreto      | Miranda                                      |                                    |
| 2023 | How To Be a Carioca   | Soraya                                       | Episódio: "Syria"                  |
| 2025 | Êta Mundo Melhor!     | Filomena Pereira Torres (Filó)               | Apenas Foto Episódio: "2 de julho" |
| 2025 | Batalha do Lip Sync   | Ela Mesma                                    | Episódio:”29 de junho”             |

### Cinema
| Ano  | Título                | Papel        | Nota           |
| ---- | --------------------- | ------------ | -------------- |
| 2007 | Cérbero               | Maria Isabel | Curta-metragem |
| 2008 | O Incrível Hulk       | Martina      |                |
| 2009 | Budapeste             | Teresa       |                |
| 2013 | O Inventor de Sonhos  | Matilda      |                |
| 2014 | Tarzan                | Jane (voz)   | Dublagem       |
| 2014 | Rio, Eu Te Amo        | Musa         |                |
| 2018 | Além do Homem         | Bethânia     |                |
| 2019 | O Olho e a Faca       | Camila       |                |
| 2019 | Uma Viagem Inesperada | Lucy         |                |
| 2019 | Pacificado            | Andrea       |                |
| 2024 | Arca de Noé           | Baleia (voz) | Voz original   |

### Videoclipes
| Ano  | Canção             | Artista                       |
| ---- | ------------------ | ----------------------------- |
| 2001 | "Arrastão do Amor" | Comunidade Nin-Jitsu          |
| 2020 | "Éramos Chuva"     | As Bahias e a Cozinha Mineira |

## Teatro
| Ano  | Peça             | Personagem   |
| ---- | ---------------- | ------------ |
| 2011 | A Pequena Sereia | Bruxa Úrsula |

## Prêmios e indicações
| Ano  | Premiação                               | Categoria                      | Nomeação         | Resultado |
| ---- | --------------------------------------- | ------------------------------ | ---------------- | --------- |
| 2008 | Prêmio Contigo! de TV                   | Melhor Atriz Revelação         | Duas Caras       | Indicada  |
| 2012 | Melhores do Ano                         | Melhor Atriz Revelação         | Avenida Brasil   | Indicada  |
| 2012 | Prêmio Contigo! de TV                   | Melhor Atriz Coadjuvante       | Avenida Brasil   | Indicada  |
| 2012 | Troféu Brasileiros do Ano: Editora Três | Personalidade do Ano Revelação | Avenida Brasil   | Venceu    |
| 2019 | Fest Aruanda do Audiovisual Brasileiro  | Melhor Atriz                   | Pacificado       | Venceu    |
| 2023 | Festival Sesc Melhores Filmes           | Melhor Atriz Nacional          | Pacificado       | Indicada  |
| 2023 | Septimius Awards                        | Melhor Atriz Americana         | Olhar Indiscreto | Indicada  |